# Верховинна вулиця
Верхови́нна ву́лиця — вулиця у Святошинському районі міста Києва, місцевість Святошин. Пролягає від Святошинської вулиці до кінця забудови. 
Прилучаються вулиці Анатолія Петрицького, Івана Крамського, Федора Кричевського, Кільцева дорога і Живописна. Між вулицею Федора Кричевського та Кільцевою дорогою наявна перерва у проляганні вулиці (утворилася у 1980-ті роки у зв'язку з частковою зміною забудови).

## Історія
Вулиця виникла на території Святошинських дач на межі XIX — XX століття під назвою Петропавлівська. Сучасна назва — з 1955 року.

## Установи та заклади
- № 17 — дитячий садок № 601.
- № 69 — Київський міський клінічний онкологічний центр.

## Зображення

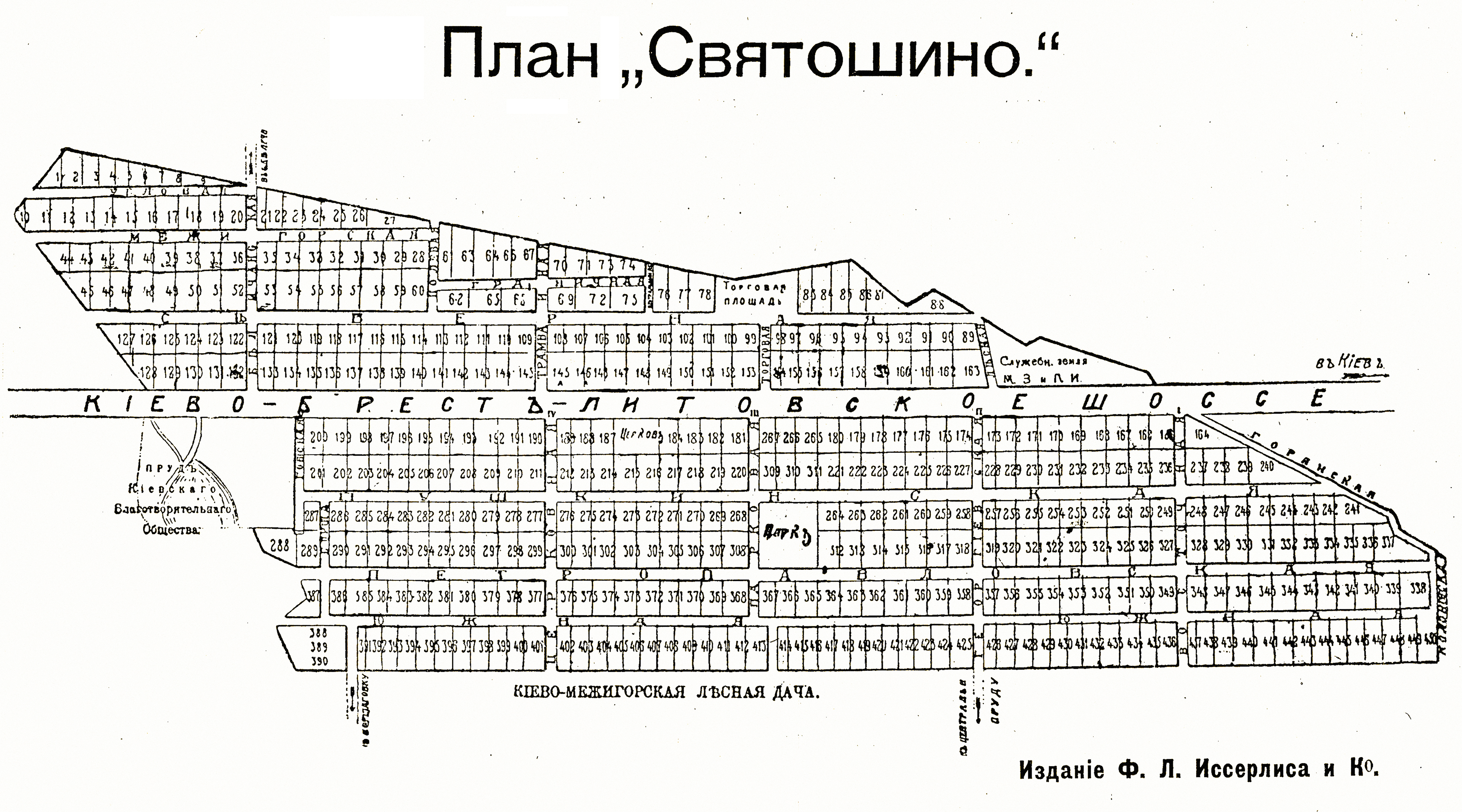
План Святошинських дач із позначенням Петропавлівської вулиці, 1909
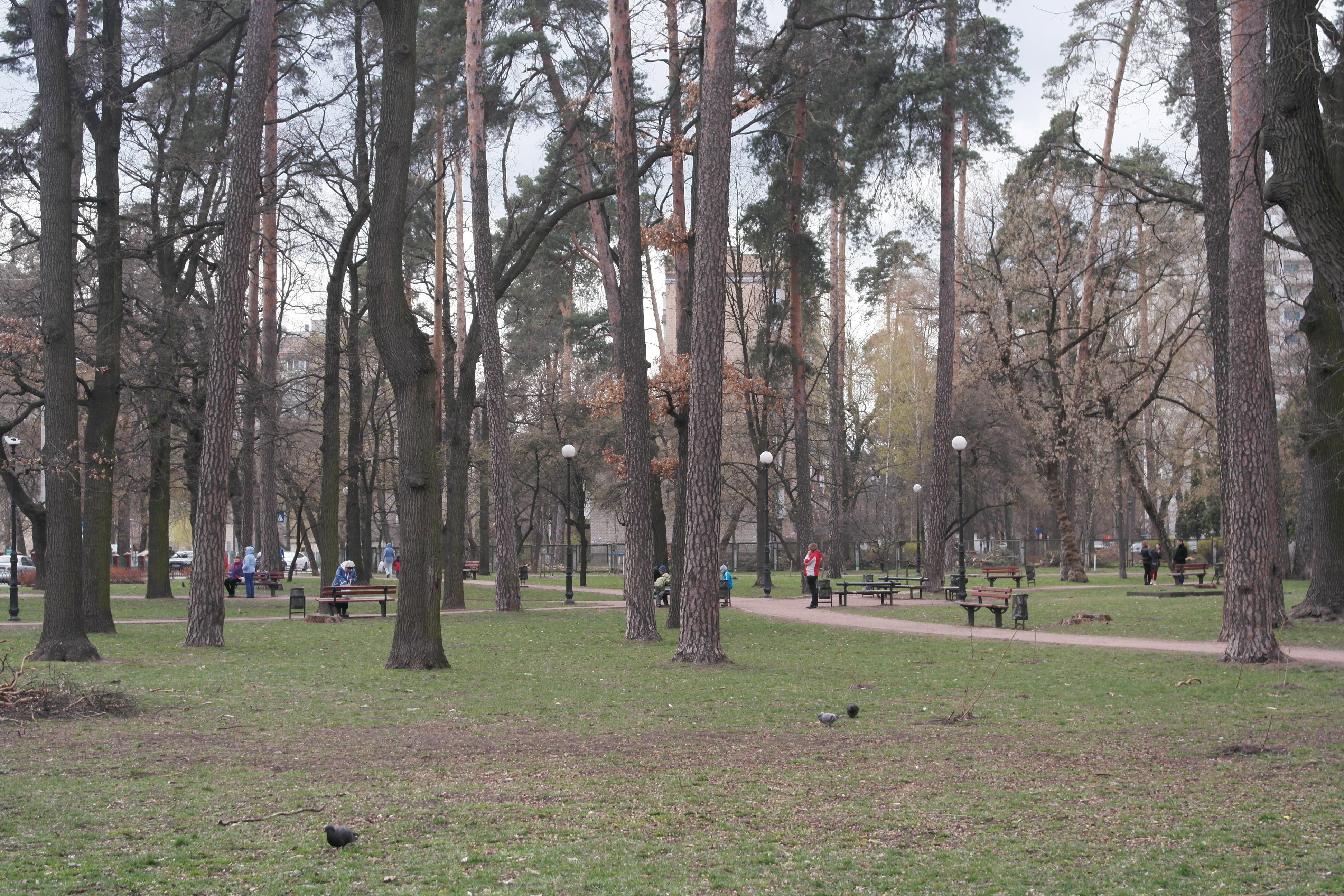
Сквер на Верховинній вулиці напроти Святошинської ДПІ
Меморіальна шошка на фасаді будинку № 47/8, на місці, де в липні — серпні 1941 році розташовувався штаб Київського укріпленого району